# Слим, Морис
Морис Слим (араб. موريس سليم‎; род. 5 февраля 1954, Кфар-шима, Горный Ливан) — ливанский государственный деятель, министр обороны с 10 сентября 2021 по 8 февраля 2025, вступил в должность в третьем правительстве Наджиба Макати. Имеет звание бригадного генерала ВС Ливана.
За свою 40-летнюю карьеру он занимал ключевые должности в армейских оперативных подразделениях. Он также много лет работал в администрации президента Ливана.
Вышел в отставку из армии в 2012 году.
10 августа 2023 года его автомобиль был обстрелян, что местные СМИ назвали покушением. Министр внутренних дел Бассам Мавлави заявил, что службы безопасности расследуют инцидент, чтобы определить, был ли он вызван беспорядочной стрельбой или нападением.

## Награды
- Орден Заслуг 3 класс
- Орден Заслуг 2 класс
- Орден Заслуг 1 класс
- Национальный орден Кедра Кавалер
- Национальный орден Кедра Офицер
- Национальный орден Кедра Командор
- Военный орден (4)
- Медаль "Рассвет Юга”
- Орден за боевые ранения/Пурпурное Сердце
- Орден Национального Единства
- Орден Воинской Доблести
- Орден Борьбы с Терроризмом[2]